# Ліусвере
Лі́усвере (ест. Liusvere küla) — село в Естонії, у волості Ярва повіту Ярвамаа.

## Населення
Чисельність населення на 31 грудня 2011 року становила 16 осіб.

## Історія
З 20 лютого 1992 до 21 жовтня 2017 року село входило до складу волості Коеру.

## Відомі особи
У Ліусвере народився Юхан Лейнберг (1812—1885), селянський проповідник, відомий як пророк Малтсвет, засновник релігійної секти, прототип головного героя роману естонського письменника Едуарда Вільде «Пророк Малтсвет» (Prohvet Maltsvet).